# Яхромский проезд
Я́хромский проезд — улица на севере Москвы, находится в Дмитровском районе (Северный административный округ).

## Происхождение названия
Назван в 1994 году по Яхромской улице.

## Расположение
Яхромский проезд расположен между улицей Софьи Ковалевской и Дмитровским шоссе. Рядом находится парк «Ангарские пруды».

## Описание
Яхромский проезд начинается от улицы Софьи Ковалевской, проходит на восток, слева к нему примыкает Учинская улица и заканчивается примыканием к Дмитровскому шоссе.